# Belagerung von Toulon (1707)
Carpi – Chiari – Cremona – Castiglione (I) – Santa Vittoria – Luzzara – Cassano – Nizza – Calcinato – Turin – Pavia – Castiglione (II) – Toulon – Gaeta – Syrakus
Die Belagerung von Toulon im Jahr 1707 fand während des spanischen Erbfolgekrieges statt. Unter Führung von Eugen von Savoyen marschierte eine alliierte Armee in Frankreich ein und belagerte unterstützt von einer englisch-niederländischen Flotte vergeblich die Stadt und den Kriegshafen Toulon.

## Vorgeschichte
Nach dem Sieg der Alliierten bei Turin und dem Rückzug der Franzosen und Spanier aus Italien drängten England und die Niederländer auf einen Angriff auf Toulon. Hauptziel war es die französische Mittelmeerflotte durch Einnahme des Kriegshafens zu zerstören und den Handel massiv zu schwächen. Auch Viktor Amadeus II. von Savoyen befürwortete dieses Vorhaben. Eugen von Savoyen sah die Erfolgsaussichten skeptischer. Dazu trug auch bei, dass er Wirich Philipp von und zu Daun erhebliche Kräfte zur Eroberung Neapels zur Verfügung gestellt hatte. Damit war seine Armee stark geschwächt.
Diese setzte sich vor allem aus Kontingenten deutscher Territorien wie Preußen (unter Leopold von Anhalt-Dessau) zusammen. Die Autorität Eugens den Befehlshabern dieser Kontingente gegenüber war naturgemäß schwächer als bei den habsburgischen Truppen. Untereinander waren die Kommandanten häufig uneins. Die Probleme führten dazu, dass die Armee erst Anfang Juni 1707 sich sammelte. Um die Gegner über die Ziele der Truppen zu täuschen, marschierte die Armee getrennt in drei Korps. Die stark geschwächten Pfälzer blieben zunächst zurück. Zu einem Kriegsrat in Turin am 13. Juni war auch ein Abgesandter des englischen Admirals Cloudesley Shovell anwesend. Dieser kommandierte die Flotte der Verbündeten, die das Unternehmen auf See unterstützten.
Auf französischer Seite kommandierte Marschall René de Froulay de Tessé die Truppen im Grenzbereich zu Italien. Dieser war angewiesen, sich defensiv zu verhalten. Anfangs glaubte man auf französischer Seite, dass Eugen Savoyen zurückerobern wolle. Tesse kalkulierte aber auch einen Vorstoß in die Provence ein. Es wurden Truppen aus Flandern und Spanien abgezogen, um die französische Armee in Südfrankreich zu verstärken.

## Marsch auf Toulon
Tatsächlich erwies sich dies als richtig. Die Alliierten rückten in Richtung Nizza vor. Am 11. Juli kam das Heer bei den französischen Verschanzungen am Fluss Var an. Mit Hilfe von Landungstruppen der englischen Flotte und der Schiffsgeschütze wurde die Besatzung vertrieben.
Trotz weiterer Bedenken von Seiten Eugen von Savoyes marschierte die Armee weiter über Cannes und Fréjus in Richtung Toulon. Das befestigte Antibes wurde umgangen und weder belagert noch blockiert. Dies erwies sich später als Fehler, da die Besatzung den Nachschub der Alliierten wirksam störte. Die Soldaten litten während des Marsches unter Hitze und Lebensmittel- und Wassermangel. Die Hoffnung auf Unterstützung aus der Bevölkerung erfüllte sich nicht.

## Selbstversenkung der französischen Flotte
Hauptziel der gesamten kombinierten Land- und See-Operation gegen Toulon war nicht die Inbesitznahme der Stadt oder der Festung, sondern die Ausschaltung der im Hafen liegenden französischen Flotte durch Inbesitznahme oder Zerstörung der französischen Kriegsschiffe und Arsenale. Neben der französischen Mittelmeerflotte lagen seit 1704 auch die von Brest überführten Schiffe der französischen Atlantikflotte in Toulon vor Anker. Mit dem Erscheinen der englisch-niederländischen Flotte vor dem Hafen war die französische Flotte seit Ende Juni 1707 eingeschlossen. Ohne ausreichendes Vertrauen auf die Befestigungen Toulons und ohne einen Ausbruch versucht zu haben, versenkte sich die französische Hochseeflotte auf königlichen Befehl selbst, um nicht in alliierte Hände zu fallen – eine nach Ansicht des Marinehistorikers Alexander Meurer „selbstmörderische Tat kopfloser Verwirrung und Kampfesscheu“, die einen „Tiefpunkt der französischen Marine“ darstellte. Die französische Marine verlor hierbei 44 Linienschiffe, darunter 13 Schiffe des 1. Ranges, 9 Schiffe des 2. Ranges und 22 Schiffe des 3. Ranges. Wovon aber große Teile später gehoben und wieder in Dienst gestellt werden konnten.

### 1. Rang
- Foudroyant (106 Kanonen)
- Soleil Royal (104 Kanonen)
- Terrible (104 Kanonen)
- Admirable (96 Kanonen)
- Fier (94 Kanonen)
- Orqueilleux (90 Kanonen)
- Sceptre (88 Kanonen)
- Triomphant (88 Kanonen)
- Magnifique (86 Kanonen)
- Vainqueur (84 Kanonen)
- Monarque (84 Kanonen)
- Intrépide (82 Kanonen)
- Couronne (76 Kanonen)

### 2. Rang
- Saint-Esprit (74 Kanonen)
- Parfait (72 Kanonen)
- Neptune (72 Kanonen)
- Éclatant (70 Kanonen)
- Invincible (68 Kanonen)
- Heureux (68 Kanonen)
- Écueil (66 Kanonen)
- Bizarre (68 Kanonen)

### 3. Rang (Auswahl)
- Excellent (68 Kanonen)
- Toulouse (62 Kanonen)
- Furieux (60 Kanonen)
- Vermandois (60 Kanonen)
- Sérieux (58 Kanonen)
- Henri (58 Kanonen)
- Saint Louis (58 Kanonen)
- Éole (58 Kanonen)
- Entreprenant (58 Kanonen)
- Content (54 Kanonen)
- Fleuron (52 Kanonen)

### 4. Rang
- Parfaite (40 Kanonen)
- Vestale (40 Kanonen)

## Belagerung
Am 26. Juli traf die alliierte Armee erschöpft in der Nähe von Toulon ein. Die Stadt war unter anderem von acht Bastionen und anderen Befestigungswerken geschützt. Diese umgaben die Stadt in einem Halbkreis. Auch die kleine und große Reede waren durch Befestigungsanlagen und Geschützbatterien gesichert. Die Eroberung der Reeden wäre Voraussetzung gewesen, damit die Schiffe der Verbündeten in die beiden Häfen der Stadt hätten eindringen können. Um die Stadt Toulon hatte Tesse drei befestigte Lager anlegen lassen. Tesse selbst hielt die Verteidigung zur Seeseite hin für recht stark, zur Landseite sah er aber erhebliche Schwächen.
Eugen von Savoyen warnte vor einem raschen offensiven Vorgehen angesichts der Schwäche seiner Armee. Gegen eine etwa gleich starke, gut versorgte gegnerische Armee sah er wenig Chancen auf Erfolg. Admiral Shovel bestand im Namen der Seemächte auf einem Angriff. Eugen von Savoyen fügte sich und bereitete die Belagerung vor. Allerdings kam es immer wieder zu Meinungsverschiedenheiten mit den Befehlshabern der Flotte, die sich weigerten die Seebefestigungen anzugreifen. Am 30. Juli ließ Eugen eine der gegnerischen Verschanzungen angreifen und erobern. Dort wurden Geschütze positioniert, um die Stadt und weitere Befestigungen zu beschießen. Es wurden weitere Anhöhen genommen und Geschütze aufgefahren, um die Befestigungen der Stadt zu beschießen. Den Franzosen gelang es bald, die Verbündeten aus diesen Stellungen zumindest zeitweise wieder zu vertreiben.  Johann Wilhelm von Sachsen-Gotha-Altenburg wurde dabei  getötet. Die Hauptbatterie blieb aber in den Händen der Alliierten.
Eugen von Savoyen ließ nunmehr den Kampf gegen die Seebefestigungen mit Erfolg verstärken. Zwei Forts wurden genommen oder zerstört. Damit konnte die Flotte herankommen und die Stadt beschießen. Die Stadt wurde bombardiert und in Brand geschossen. Etwa 150 Häuser wurden dabei zerstört.

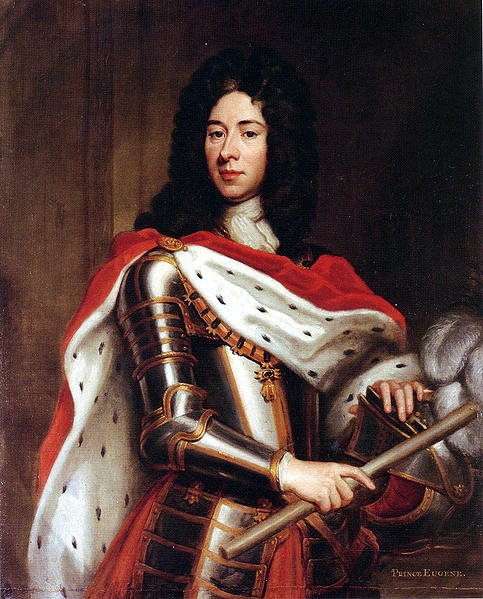
Prinz Eugen von Savoyen (1712)
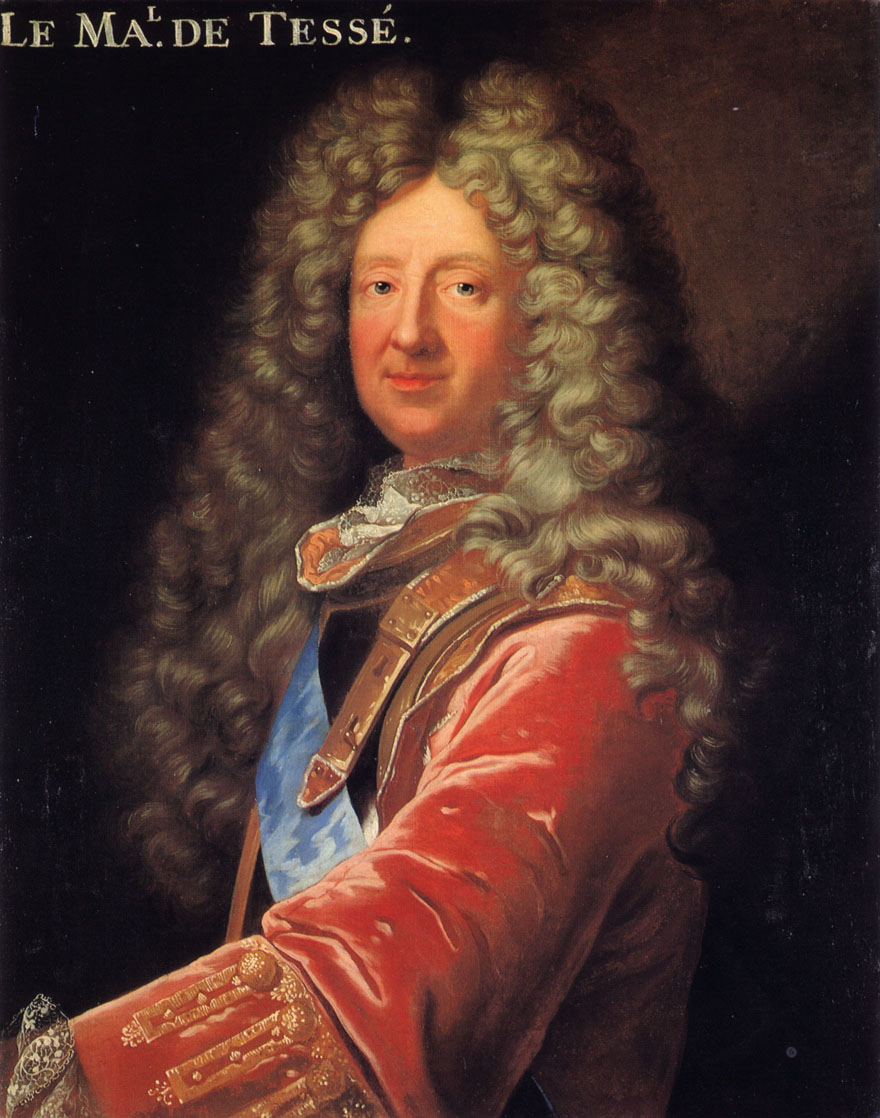
René de Froulay de Tessé

## Rückzug
Die Lage wurde für die Alliierten aber immer bedrohlicher, weil nicht nur die französischen Truppen ständig verstärkt wurden und letztlich nicht angreifbare Stellungen einnahmen, sondern auch Nachrichten über das Zusammenziehen einer großen Entsatzarmee bekannt wurden. Die Versorgung zu Land wurde von den Gegnern völlig unterbrochen, so dass Nachschub nur über See erfolgen konnte. Letztlich setzte sich Eugen von Savoyen durch, angesichts der unhaltbaren Lage die Belagerung abzubrechen. Die Flotte nahm die Verwundeten und einen Teil der schweren Geschütze auf. Die Armee begann in fünf Kolonnen am 12. August den Rückmarsch. Dabei wurde Susa eingenommen.  Das Heer kam am 16. September in dem von Eugen gewählten Lager bei Scalenghe an. Der Vorstoß nach Toulon war völlig erfolglos geblieben. Nur indirekt hatte er dazu beigetragen, die Lage an anderen Fronten etwa in Deutschland oder Spanien für die Alliierten etwas zu erleichtern.